# Tahák

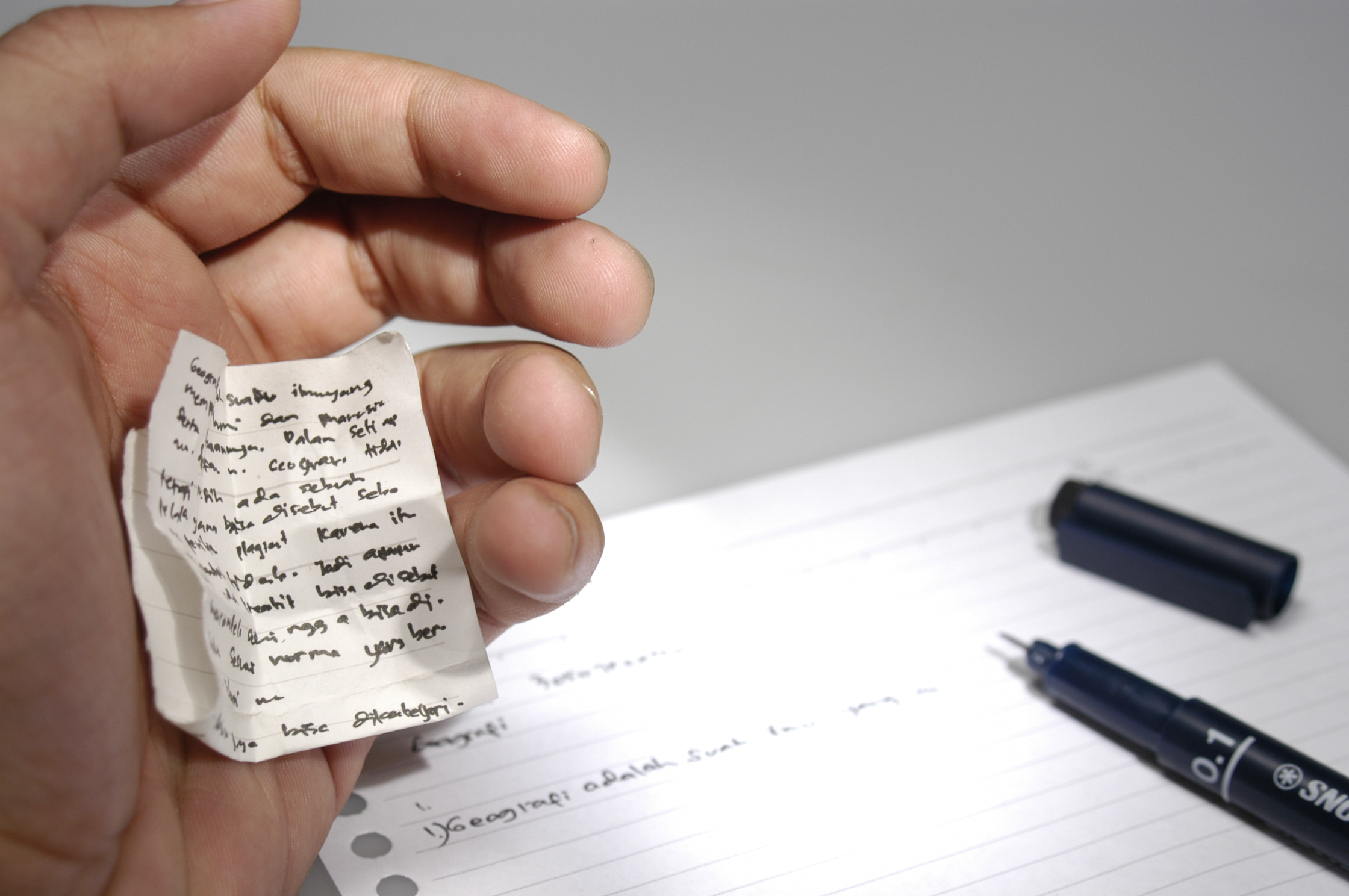
Tahák sepsaný na kousek papíru

Tahák je označení pro text (nebo pro zvukový záznam), který lze tajně využít jako pomůcku při testu, zkoušce a podobných příležitostech. Tahák slouží k získání informací, které si sami nepamatujeme a které by měly přispět k našemu hodnocení. Aby ušel pozornosti zkoušejícího, bývá sepsaný nejrůznějšími způsoby na nejrůznějších podkladech.
 

## Stanovisko škol
Používání taháků při jakékoli formě zkoušení je většinou zakázáno. Jejich největší rozšíření je spojeno se školní docházkou, kde jsou často využívány. Někteří učitelé taháky v určitých formách ovšem povolují.

## Typy taháků
- nejčastější formou je tahák napsaný na kousku papíru vložený mezi další věci (do penálu, kalkulačky, pod obal sešitu atd), nebo na nohu.
- popsaná lavice - tužkou vepsané poznámky na desku lavice
- popsané části lidského těla - nohy, ruce, prsty atd.
- taháky schované mezi oblečením, taháky na židlích
- listy papíru nenápadně rozhozené po lavici
- texty psané křídou na školní tabuli
- napsané v mobilu nebo PDA
- zvukově v PDA, MP3 a mobilech pomocí 1 sluchátka nenápadně vedeného až k uchu (např. v rukávu nebo pod dlouhými vlasy